# Jardins d'Éole
Jardins d'Éole je veřejný park, který se nachází v Paříži v 18. obvodu mezi ulicí Rue d'Aubervilliers a kolejištěm Východního nádraží. Park byl vybudován v roce 2007 a jeho rozloha činí 42 000 m2.

## Ekologie
Park byl založen společným úsilím občanů, spolků a zastupitelů. Vznikl v rámci závazku města Paříže k ochraně životního prostředí a proto kombinuje městský urbanismus s trvale udržitelným rozvojem a otevřeností pro všechny generace. Park je kompletně bezbariérový. Zahrada má sloužit k názorné ukázce pozitivního vztahu k životnímu prostředí a využití obnovitelných zdrojů energie. K tomu slouží instalovaná větrná elektrárna. V parku se nepoužívají umělá hnojiva ani pesticidy, provádí se zde třídění odpadu. Výsadba je provedena tak, aby podporovala život volně žijících živočichů. Zahrada je osázena trvalkami, které kvetou po celý rok.